# انریکه کورالس
انریکه کورالس (انگلیسی: Enrique Corrales؛ زادهٔ ۱ مارس ۱۹۸۲) بازیکن فوتبال اهل اسپانیا است.
از باشگاه‌هایی که در آن بازی کرده‌است می‌توان به باشگاه ورزشی رئال مایورکا، باشگاه فوتبال رئال مادرید، باشگاه فوتبال اوئسکا، باشگاه فوتبال رئال مادرید کاستیا، باشگاه فوتبال لاس پالماس، باشگاه فوتبال اوساسونا، و باشگاه فوتبال گرانادا اشاره کرد.
وی همچنین در تیم‌های ملی فوتبال زیر ۱۶ سال اسپانیا، زیر ۱۷ سال اسپانیا، و زیر ۱۸ سال اسپانیا بازی کرده‌است.